# Diana Ejaita
Diana Ejaita (* 1985 in Cremona) ist eine nigerianisch-italienische Illustratorin und Textildesignerin.

## Biografie
Diana Ejaita wurde in Italien als Kind einer italienischen Mutter und eines nigerianischen Vaters geboren. Sie studierte in der Bretagne. Sie lebt und arbeitet in Berlin und Lagos.

## Werk
Diana Ejaita versucht mit ihren Werken in Installationen, Illustrationen und Textildesign die Traditionen des visuellen Erzählens ihrer afrikanischen Herkunft wiederzubeleben. Ein Fokus ihrer Kunst sind die Themen Herkunft, Kultur und Natur, die sie mit stark kontrastierenden Farben darstellt.
2010 gestaltete sie das Google Doodle „Zu Ehren von Anton Wilhelm Amo“ und 2019 anlässlich des 119. Geburtstages der nigerianischen Lehrerin und Aktivistin Funmilayo Ransome-Kuti.
2014 gründete sie das Modelabel „WearYourMask“, unter dem sie Streetwear-Entwürfe präsentiert, die sie als Diaspora-Fashion bezeichnet und die die afrikanische Liebe zu Musterprints mit minimalistischen Formen verbinden.
2019 nahm sie an der Ausstellung „Connecting Afro Futures. Fashion x Hair x Design“ im Kunstgewerbemuseum Berlin teil.
2021 gestaltete Ejaita das Cover-Artwork der erweiterten Deluxe-Version des Motown-Albums Let Yourself Be Loved von Joy Denalane.
Diana Ejaita illustrierte mehrere Bücher, Zeitungsartikel (u. a. für The New York Times) und Cover des Magazins The New Yorker.

## Publikationen (Auswahl)
- Martina McGowan: I Am the Rage: A Black Poetry Collection. Illustrationen von Diana Ejaita. Sourcebooks, Naperville 2021, ISBN 978-1-7282-4507-2.
- Ben Okri: Every Leaf a Hallelujah. Illustrationen von Diana Ejaita. Other Press, New York 2022, ISBN 978-1-63542-270-2.
- Olu and Greta. Rise, 2022, ISBN 978-0-593-38490-9.
- A Day in the Sun. Penguin Young Readers, 2023, ISBN 978-0-593-65985-4.
- Alexis Pauline Gumbs: Unertrunken: Was ich als Schwarze Feministin von Meeressäugetieren lernte. Illustrationen von Diana Ejaita. AKI Verlag, Zürich 2023, ISBN 978-3-311-35007-1.
- Ndey Bassine Jammeh-Siegel: Die Mosaik-Bibliothek. The Mosaic Library. Illustrationen von Diana Ejaita. 'haɪ̯maːtn̩ Bd. 3, zweisprachig (dt./en.), hg. v. Haus der Kulturen der Welt (HKW), Merve, Leipzig 2025, ISBN 978-3-96273-552-4.